# Partido de la Nación Occitana
El Partido de la Nación Occitana (PNO, en occitano:Partit Nacionalista Occitan, en francés:Parti de la nation Occitane) es un partido político de Occitania, fundado en Niza en 1959 por Francés Fontan (1929-1979), seguidor del FLN de Argelia. Fontan había intentado en 1948 proclamar una República Occitana en Agen.
Fue fundado como partido de carácter independentista, marxista-leninista y de economía planificada desde 1974; antes los años ochenta fue muy activo e influyente, pero en la actualidad se reduce a la marginalidad, aunque mantiene una cierta influencia en Occitania. Sus órganos oficiales son el bimestral Lo Cebier, dirigido por Bernard Taufil, con textos en un 20% en occitano y Lo Lugarn, fundado en 1981 y editado en Agén.

## Historia
Fontan lo concibió como una formación independentista y etnista, que proponía l'union de las classas occitanas per la liberación nacionala en un vago etnicismo que, más tarde, les llevaría a adoptar el marxismo-leninismo. Su eco social y militancia eran reducidos ya de entrada y pronto entraron en crisis ya que, al dar apoyo a los independentistas de Argelia, indirectamente lo daban a Charles de Gaulle.
Esto permitió que tanto Robèrt Lafont com el IEO tomaran más protagonismo político. En 1961 compuso Vèrs un nacionalisme umanista (Hacia un nacionalismo humanista), en el que afirma que la estatización e independencia de todas las etnias tenía que estar precedida de un entendimiento internacional, en el que la lengua decidiría el criterio de etnia y nación. En La llengua occitana dins la lluita per l’alliberament nacional (1969), afirma que la lengua materna considerada como el índice sintético de la nación, tiene que ser purificada de toda aportación extranjera. En referencia a los inmigrantes se ofrecen tres soluciones: retorno al país de origen, quedarse como extranjeros o quedarse y aceptar la lengua del país.
El partido tuvo posiciones contradictorias. Por un lado, un miembro del PNO entró en prisión por dar apoyo al FLN mientras que otros se apuntaron al OAS. En Niza recibieron el nombre de Centre Cultural Occitan Païs Nissart mientras que en Montpellier reclutaron antiguos miembros de grupos de extrema derecha como Pèire Maclaf-Ros, más tarde redactor de Lo Lugarn.
Por otro lado, el PNO evolucionó hacia el marxismo-leninismo tercermundista, lo que no le permitió ganar adeptos y llegó a sufrir la escisión del Comitat Socialista Occitan d'Alliberament dirigido por Pèire Maclaf. A partir de ese punto, su participación política se fue debilitando. En 1988 participaron en la formación en Bearn del grupo Entau Païs, que promovió la convocatoria de unos Estats Generaus dera Lenga con la participación, además del Institut d'Estudis Occitans, el Partit Occitan, el CREO y que popularizó el eslogan En occitan, la vida tora!.
Rechazaron participar en las elecciones regionales francesas, lo que aún les marginó más en favor del Partit Occitan. Solo en las elecciones europeas de 2004 participó en la Liste Occitanie, Catalogne, Pays Basque con unos resultados insignificantes.
Más tarde, el PNO participó en las elecciones municipales de 2014 con el movimiento regionalista Occitano "Bastir": Esto marca un retorno, una abertura con el Partido Occitano (cuyos miembros participaron en la creación de este movimiento). Además, participó a las elecciones europeas de 2014 (lista "Occitania, para una Europa de los pueblos") y a las elecciones cantonales (departamentales) de 2015 en el departamento de Gers en la alianza "Libre e Independiente" (con ecologistas y centristas "compatibles" del Frente Democrático). También en 2015 en las elecciones regionales en Occitania, en alianza con la cooperativa política ecologista "Le Bien Commun" (El Bien Común) del parlamentario Christophe Cavard y por fin, de nuevo con "Bastir", a las elecciones parlamentarias de 2017... Los resultados fueron siempre bajos.

## Protestas agrícolas de 2024
El 21 de enero de 2024, el PNO publicó un comunicado de prensa en apoyo de los agricultores enojados de Occitania, llamando en particular a participar en la manifestación prevista para el 22 de enero en Agén.